# Robert L. Fish
Robert L. Fish, född 1912, död 1981, var en amerikansk författare. Han skrev också under pseudonymen Robert L. Pike